# 안배항
안배항(安培恒, 일본식 이름: 信安永照, 1889년 10월 ~ ?)은 일제강점기의 지방행정 관료이다.

## 생애
함경남도 함흥부가 출신지이다. 1914년 4월부터 함경남도 갑산군에서 근무하면서 조선총독부 관리가 되었다.
1917년에는 정식 직원인 군서기로 승진하여 갑산군과 정평군에서 재직했다. 이후 삼수군 권업과장, 신흥군 서무주임, 풍산군과 이원군의 서무주임 등을 역임했다. 1931년에 총독부 군수로 발탁되어 정평군수로 발령받았고, 단천군과 영흥군 군수를 차례로 지냈다.
단천군수로 재직 중이던 1935년에 총독부가 편찬한 《조선공로자명감》에 조선인 공로자 353명 중 한 명으로 수록되어 있다. 단천군수이던 1939년을 기준으로 종6위 훈6등에 서위되어 있었다.
1937년에 잡지 《삼천리》가 조선인 관리들에게 희망사항을 듣는 기사를 실었을 때, 조선인 관리가 근무지에 자택이 없는 경우가 많다며 이들의 숙소 문제를 해결해주는 것과 중의원 선거법을 조선에서도 실시하는 것의 두 가지를 희망사항으로 들었다.
2008년 발표된 민족문제연구소의 친일인명사전 수록예정자 명단 중 관료 부문에 포함되었다.

## 참고자료
- 안배항(安培恒) - 국사편찬위원회